# Nilotische Sprachen

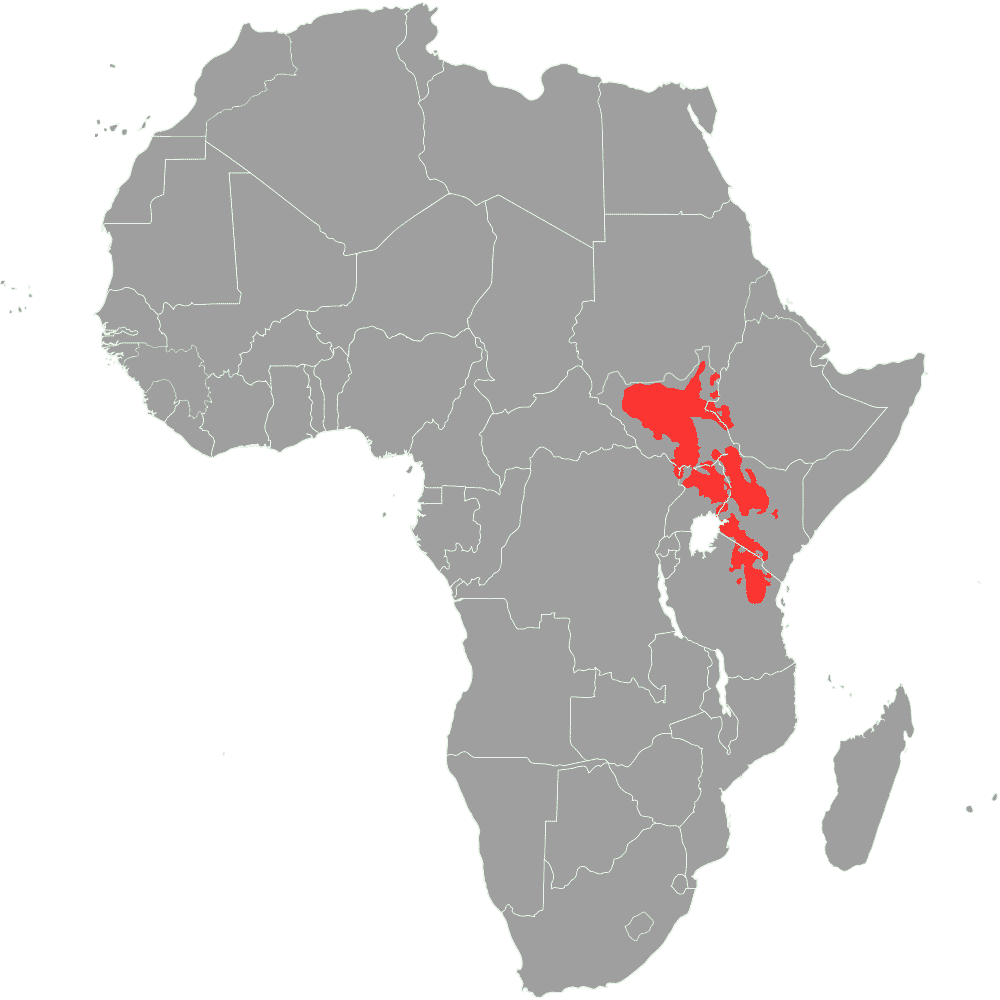
Verbreitungsgebiet der nilotischen Sprachen in Afrika

Die nilotischen Sprachen sind eine Sprachfamilie, die dem ostsudanischen Zweig innerhalb der nilosaharanischen Sprachen zugeordnet wird.
Die Sprecher von nilotischen Sprachen, etwa 7,5 Millionen Menschen, werden Niloten genannt und leben in Kenia (3,2 Mio.), Uganda (1,8 Mio.), Südsudan (1,8 Mio.), Tansania (300.000), der DR Kongo (100.000), Äthiopien und Eritrea.
Die nilotischen Sprachen gehören zu denjenigen Sprachen innerhalb des ostsudanischen Zweiges, die das Pronomen der 1. Person Singular mit einem Element n bilden, z. B. nanʊ (Maa).
Sie lassen sich folgendermaßen gliedern (nach Franz Rottland):
- Westnilotisch:
  - Burun
  - Nuer-Dinka
  - Luo-Sprachen
- Ostnilotisch:
  - Bari
  - Lotuxo-Maa
  - Teso-Turkana
- Südnilotisch:
  - Kalendschin-Sprachen
  - Omotik
  - Datooga